# Marc van Hintum
Marinus Gerardus Adrianus van Hintum (nacido el 22 de junio de 1967 en Oss) es un exfutbolista que disputó con la Selección de fútbol de los Países Bajos ocho partidos, siendo su debut el 18 de noviembre de 1998. Jugó profesionalmente en el Helmond Sport, en el Willem II, Vitesse, Hannover 96 y RKC Waalwijk.